# 성경법
성경의 법 (Biblical law) 은 유대교와 기독교의 성경에 있는 율법적 관점과 연관된다.  

## 유대교
- 모세 율법
- 미츠 바 (Mitzvah) , 거룩한 계명 
  - 십계명
  - 613 계명
- 노아의 7 법칙, 비 유대인을 포함한 모든 인류에 적용되는 법률

## 기독교
- 구약 규약의 폐기
- 구약 언약에 대한 기독교 견해 , 기독교 문맥에서의 히브리어 성서 율법의 적용 가능성에 대한 신학 적 논의를 가리키는 용어.
- 카페테리아 기독교 (Cafeteria Christianity ) : 다른 기독교인이나 교단이 어떤 기독교 교리를 따를 것인지 비난하기 위해 사용되는 경멸 적 용어.
- 복음적 권고 혹은 기독교의 완전에 대한 권고는 순결, 가난 (또는 완전한 자선), 순종이다.
- 마태복음에 따라 예수 에 의한 율법 의 설명
- 대 위임령
- 율법과 복음. 하나님의 율법과 예수 그리스도의 복음 사이의 관계는 루터교와 개혁주의 신학에서 중요한 주제이다
- 그리스도의 법 , 의미가 다른 기독교 교파에 의해 논쟁이 되어서 정의되지 않은 바울의 구절
- 요한 복음에 따른 예수의 새 계명
- 결혼에 관한 바오르의 특권
- 바울 사도 의 믿음의 규칙
- 산상 수훈은 단순한 외부의 법적인 준수를 넘어서서 도덕적 교훈을 제공합니다.
- 용서받을 수없는 죄
- 신약 가정용 코드 , 사회의 다양한 구조에서 기독교 사람들에 대한 사도 바울과 베드로의 글에 있는 지침

## 신학
- 율법폐기론
- 신성한 법